# The Comics Journal
The Comics Journal, häufig als TCJ abgekürzt, ist eine US-amerikanische Comic-Zeitschrift, die seit 1977 bei Fantagraphics Books erscheint. Gary Groth und Michael Catron bauten dabei auf dem Fanzine The Nostalgia Journal auf, weswegen TCJ erst mit Nummer 32 startete. Ausgehend von einer unprofessionell wirkenden Aufmachung entwickelte sich TCJ zu einem der wichtigsten Magazine mit Nachrichten, Kritiken und Interviews zu Comics und ähnlichen Veröffentlichungen. Dabei etablierten sich die Zeitschrift und vor allem Groth als besonders kritische, aber auch streitbare Stimme, die sich für unabhängige Publikationen starkmacht. TCJ wurde nicht nur vielfach mit Preisen geehrt, sondern auch mehrfach unter anderem wegen Verleumdung verklagt.

## Geschichte
1976 gründeten Gary Groth und Michael Catron ihren Verlag Fantagraphics Books. Im gleichen Jahr erwarben sie die Rechte am zwei Jahre vorher gestarteten Fanzine The Nostalgia Journal von ihrem Wettbewerber Comics Buyer’s Guide. Im Juli 1976 wurde die Zeitschrift mit Ausgabe 27 als The New Nostalgia Journal fortgesetzt, mit Heft 32 erfolgte Januar 1977 die Umbenennung in The Comics Journal („a quality publication for the serious comics fan“). Gleichzeitig wurde spürbar weniger Gewicht auf Werbung gelegt, dafür setzte man allen voran auf umfangreiche Artikel. Aufgrund der Ursprünge als Fanzine fielen Layout und Design zunächst noch amateurhaft aus. Die Texte waren mit der Schreibmaschine getippt, zusammen mit der freihändischen Anordnung der Beiträge ergab sich ein unordentliches Erscheinungsbild. Im Magazin-Format erschien TCJ erstmals im  Dezember 1977 mit Nummer 37. Ab März 1979 und Heft 45 erfolgte eine monatliche Veröffentlichung, laut eigenen Angaben betrug die Auflage zu dieser Zeit 10.000 Stück.
Die Zeitschrift und insbesondere Groth erarbeiteten sich schnell den Ruf als elitäre und auffallend kritische Stimmen in der Comicszene, aber auch für ausführliche Interviews und tiefe Einblicke in Werke und Leben der Comic-Künstler. Anfangs konzentrierten sich die Beiträge auf Veröffentlichungen aus dem Mainstream, insbesondere auf Superhelden, zeigten aber schon früh eine breitgefächerte Themenvielfalt. Ab den späten 1980er Jahren verschob TCJ den Schwerpunkt zunehmend auf Publikationen unabhängiger Künstler und kleiner Verlage, ohne dabei vollständig auf große Titel zu verzichten.
Aus finanzieller Not heraus publizierte Fantagraphics Books ab den 1990er pornografische Comics und gründete dafür eigens das Label Eros Comix. Einige Leser empfanden diese Entscheidung als scheinheilig, da erotische Veröffentlichungen dem selbsternannten Anspruch des TCJ entgegenstünden, nämlich dazu beizutragen, dass Comics als ernstzunehmende Kunstform wahrgenommen werden.
Mit dem 300. Exemplar erschien im November 2009 zunächst das letzte gedruckte Heft und TCJ konzentrierte sich auf die Onlineausgabe. Die Internetpräsenz wurde neu gestaltet und die Veröffentlichung des Magazins wurde von jährlich acht auf zwei Ausgaben reduziert. In dem neuen Format wurden allerdings nur zwei Hefte herausgebracht, nach der Veröffentlichung von Nummer 302 im Jahr 2013 blieben weitere Publikationen in den nächsten Jahren zunächst aus. Erst im Februar 2019 wurde das Magazin bei fortlaufender Nummerierung in gedruckter Form und jährlich zwei Ausgaben wieder aufgenommen.

## Inhalt
TCJ legt das Augenmerk auf Comics als ernstzunehmende Form der Literatur sowie Kunst und möchte damit Künstlern wie Fans ein Forum bieten. Die umfangreiche Publikation bietet ein breites Spektrum an sorgfältig recherchierten Neuigkeiten – etwa zu Veranstaltungen, Gerichtsverfahren oder Nachrufen – Interviews, Leserbeiträgen sowie Kritiken zu Comics und ähnlichen Publikationsformen. Die Illustrationen sind größtenteils in Schwarz-Weiß gehalten.
Bis in die späten 1980er stellte die Zeitschrift Publikationen großer Verlage in den Mittelpunkt. Seit den 1990er berücksichtigt TCJ vermehrt unabhängige Veröffentlichungen, welche hauptsächlich in die Genres Fantasy, Horror, Science Fiction und Superhelden einzuordnen sind, und betont deren Beitrag zur Entwicklung US-amerikanischer Comics. Im August 1981 erscheint mit Heft 65 ein frühes Beispiel dieser Neuausrichtung. Die Rückseite zeigt eine Illustration der Marvelfigur Black Knight, während auf der Innenseite der experimentelle Comic Malpractice Suite von Art Spiegelman zu sehen ist.
Jede Ausgabe enthält in der Regel mindestens ein ausgiebiges Gespräch mit einem führenden Künstler der Comicszene. Darunter befinden sich unter anderem David Anthony Kraft (#35, Juni 1977), Gil Kane und Robert Crumb (#113, Dezember 1986), Aline Kominsky-Crumb (#139, Dezember 1990), Alan Moore (#139, Dezember 1990), Charles M. Schulz (#200, Dezember 1997), Simon Hanselmann (#304, Frühling 2019) und Pia Guerra (#308, Winter 2022).
Wichtiger Bestandteil waren für viele Jahre ebenfalls die Leserbriefe, die lange als Blood & Thunder betitelt wurden. Groth widmete sich hier nicht nur ausführlich der Leserkorrespondenz, er bezog auch immer wieder Positionen, die als besonders angriffslustig wahrgenommen wurden. Außerdem waren unter den Stimmen auch bekannte Autoren, Comic-Künstler und Herausgeber zu finden, die zum Teil über Jahre oder sogar Jahrzehnte Kommentare beisteuerten. Darunter sind beispielsweise der Science-Fiction-Schriftsteller Harlan Ellison und Roy Thomas, der unter anderem als Chefredakteur für Marvel Comics tätig war. In den späten 70er und 80er Jahren brachte es die Rubrik auf jeweils fünf bis fünfzehn Seiten, ab den 1990er wurde der Umfang ungefähr halbiert.
Heft 210, Februar 1999, präsentierte eine Zusammenstellung der 100 besten US-amerikanischen Comics des 20. Jahrhunderts. Acht Künstler und Verleger von TCJ stellten jeweils eine eigene Liste zusammen, die in einem informellen Prozess zusammengeführt wurden. Krazy Kat führte die Auswahl an, gefolgt von Die Peanuts, Pogo und Maus – Die Geschichte eines Überlebenden. Harvey Kurtzman war mit fünf Nominierungen am häufigsten vertreten, angeführt von seinen Beiträgen zu Mad auf dem achten Platz.

## Rezeption
Insbesondere im letzten Viertel des 20. Jahrhunderts, aber auch zu Beginn des 21. Jahrhunderts gilt TCJ als eine der bedeutendsten US-amerikanischen Comic-Zeitschriften. Auch wenn sich das Magazin viele der Qualitäten mit anderen Fanzines der Zeit geteilt habe, seien von Beginn an die kritischen Standards höher und das abgedeckte Spektrum breiter ausgefallen, etwa durch Beiträge zu ausländischen Comics, Büchern, Animation und Film.
Insbesondere für Fans alternativer Comics habe es sich als „Kunst“-Magazin der Szene etabliert und engagiere sich unermüdlich als Verfechter unabhängiger Comics. Ohnehin als bissig und elitär bekannt, zeige sich die Zeitschrift bei Veröffentlichungen aus dem Mainstream als besonders scharfer Kritiker. Im Laufe der Jahre stand Groth wiederholt in der Kritik und war Zentrum hitziger Debatten von und mit Fans, Herausgebern sowie Künstlern, die sich von ihm beziehungsweise seinen Beiträgen persönlich angegriffen fühlten. Den gewählten Fokus, der sich längere Zeit immer mehr zu alternativen Comics verschoben habe, könne man seit den 1990er Jahren als „hochnäsig hingebungsvoll“ beschreiben.
Im Gauntlet Magazine hält Rick Cusick 1995 fest, die unverfälschte Berichterstattung sowie kritischen Analysen von TCJ stünden in einem starken Gegensatz zu vergleichbaren Comiczeitschriften wie dem Comics Buyer’s Guide und später Wizard. Deren Berichterstattung verfolgte eher verkaufsfördernde Methoden. Groth äußerte im Spaß, TCJ besetze eine Nische, die niemanden interessiere („a niche that nobody wants“).

## Auszeichnungen
Über die Jahre wurde TCJ mehrfach prämiert, erstmals 1981 mit einem Eagle Award in der Kategorie „Favourite Fan Publication (American Division)“. Je ein weiterer Eagle Award folgte in den Jahren 2004 und 2005 als „Favourite Magazine About Comics“.
Von 1990 bis 1993, 1995, 1997 bis 2001 und 2006 erhielt die Comiczeitschrift jeweils einen Harvey Award in der Gattung „Best Biographical, Historical, or Journalistic Presentation (beste biografische, historische oder journalistische Präsentation)“. 2003 wurde das Comics Journal Summer Special 2002 als „Best Anthology (beste Anthologie)“ ausgezeichnet.
TCJ wurde von 1996 bis 1999 je mit einem Eisner Award als „Best Comics-Related Periodical/Publication“ geehrt. 2009 sowie 2018 folgte pro Jahr ein weiterer Eisner Award in der Rubrik „Best Comics-Related Periodical/Journalism“.
Ebenfalls 1996 wurde dem Magazin erstmals ein Squiddy Award als „Comics Publication“ zuteil. Dem schlossen sich 1999, 2000 und 2004 zusätzliche Squiddy Awards in den Kategorien „Best Publication About Comics“, „Best Comics Publication“ beziehungsweise „Best Comics-Related Publication“ an.

## Kontroversen
Der Verlag wurde mehrfach wegen Veröffentlichungen im TCJ erfolglos unter anderem wegen Verleumdung und übler Nachrede juristisch belangt. Ende 1980 erhob der Autor Michael Fleisher Klage gegen das Comicmagazin wegen eines Interviews, das im August 1979 in Heft 48 zu lesen war. Darin hatten sich Herausgeber Groth und Harlan Ellison über Fleishers Arbeit und dessen Temperament unterhalten. Groth habe laut eigener Einordnung seinen Gast womöglich auch deswegen eingeladen, da dieser für seine verbalen Frontalangriffe bekannt gewesen sei. Das Gespräch sei gelegentlich zu locker ausgefallen, und dabei habe man zum Teil geschmacklos und unprofessionell gearbeitet. Erst spät im Jahr 1986 endete das Verfahren zugunsten der Beklagten. Ungefähr zwanzig Jahre später wurde Ellison selbst zum Kläger.
Der Comic-Künstler Rich Buckler leitete Ende 1983 oder Anfang 1984 rechtliche Schritte ein, da ihm eine Besprechung Plagiarismus vorgeworfen hatte, ließ die Klage später aber wieder fallen. Der Artikel, der im August 1983 in Ausgabe 83 erschien, stellte Panels von Buckler früheren und recht ähnlichen Arbeiten von Jack Kirby gegenüber.
Ellison verklagte Mitte der 2000er Fantagraphics Books, Groth und Kim Thompson wegen Verleumdung, die er in deren Anmerkungen im Buch Comics As Art: We Told You So sah. Außerdem forderte Ellison, einen Kommentar aus dem Klappentext von The Comics Journal Library Vol. 6: The Writers aus dem Jahr 2006 zu entfernen, der ihn als „berühmten Comic-Dilettanten“ titulierte („Famous comics dilettante“). Im Juni 2007 konnte vor dem United States District Court for the Central District of California eine Einigung erzielt werden, in der den Forderungen des Klägers stattgegeben wurden. Die Parteien müssen außerdem von persönlichen Angriffen absehen, dürfen die Arbeit der anderen aber weiterhin kritisieren und kommentieren.